# Newk’s Time
Newk’s Time – album amerykańskiego saksofonisty jazzowego Sonny’ego Rollinsa, wydany po raz pierwszy w 1959 roku z numerem katalogowym BLP 4001 i BST 84001 nakładem Blue Note Records.

## Powstanie
Materiał na płytę został zarejestrowany 22 września 1957 roku przez Rudy’ego Van Geldera w należącym do niego studiu (Van Gelder Studio) w Hackensack w stanie New Jersey. Produkcją albumu zajął się Alfred Lion.

## Lista utworów
Opracowano na podstawie materiału źródłowego.
Wydanie LP
Strona A
| Nr | Tytuł utworu            | Muzyka          | Długość |
| -- | ----------------------- | --------------- | ------- |
| 1. | „Tune Up”               | Miles Davis     | 5:43    |
| 2. | „Asiatic Raes”          | Kenny Dorham    | 5:56    |
| 3. | „Wonderful! Wonderful!” | Sherman Edwards | 5:59    |
|    |                         |                 | 17:38   |

Strona B
| Nr | Tytuł utworu                        | Muzyka                      | Długość |
| -- | ----------------------------------- | --------------------------- | ------- |
| 1. | „The Surrey with the Fringe on Top” | Richard Rodgers             | 6:31    |
| 2. | „Blues for Philly Joe”              | Sonny Rollins               | 6:42    |
| 3. | „Namely You”                        | Gene de Paul, Johnny Mercer | 3:19    |
|    |                                     |                             | 16:32   |

## Twórcy
Opracowano na podstawie materiału źródłowego.
Muzycy:
- Sonny Rollins – saksofon tenorowy
- Wynton Kelly – fortepian
- Doug Watkins – kontrabas
- Philly Joe Jones – perkusja

Produkcja:
- Alfred Lion – produkcja muzyczna
- Rudy Van Gelder – inżynieria dźwięku
- Francis Wolff – fotografia na okładce
- Joe Goldberg – liner notes